# الشرطة الشعبية (الصين)
الشرطة الشعبية (بالصينية: 人民警察) هي قوة الشرطة المدنية الوطنية لجمهورية الصين الشعبية.:120 الشرطة في الصين لديها مجموعة متنوعة من الأدوار بالإضافة إلى إنفاذ القانون، فهي أيضًا مسؤولة عن الحفاظ على الاستقرار الاجتماعي (维护社会稳定؛ Wéihù Shèhùi Wěndìng)، وبهذا المعنى فإن الشرطة في الصين لا تؤدي وظيفة إنفاذ القانون فحسب، بل وظيفة سياسية أيضًا. تخضع غالبية قوات الشرطة الوطنية لسلطة وزارة الآمن العام.